# Boolavogue
Boolavogue, anche scritto Boolavoge o Boleyvogue (in irlandese: Buaile Mhaodhóg), è un villaggio a 12 km a nord-est di Enniscorthy nella contea di Wexford, in Irlanda. È nella diocesi cattolica romana di Ferns.
Ha dato il nome a "Boolavogue", una ballata irlandese che commemora la ribellione irlandese del 1798, quando il parroco locale padre John Murphy guidò i suoi parrocchiani in battaglia il 26 maggio 1798. Gli insorti di Wexford furono infine sconfitti nella battaglia di Vinegar Hill il 21 giugno. Padre Murphy e gli altri capi ribelli furono giustiziati. Padre Murphy fu impiccato, poi decapitato, il suo cadavere bruciato in un barile di catrame e la sua testa posta su una punta come monito per gli altri ribelli, molti dei quali tuttavia continuarono a combattere fino a cinque anni dopo.